# Oskar C. Posa
Oskar C. Posa (* 16. Januar 1873 in Wien als Oskar Posamentir; † 13. März 1951 ebenda) war ein österreichischer Komponist und Kapellmeister.

## Biografie
Oskar Posa – sein Vater stammte aus Böhmen, seine Mutter war Wienerin – studierte zunächst die Rechte, wandte sich aber dann ganz der Musik zu. Er fand vor allem Beachtung als Liederkomponist von mehr als siebzig Liedern und Gesängen, auch mit Orchester. Zwischen 1911 und 1913 trat Posa als Konzert- und Operndirigent in Graz auf. In seiner Funktion als Gründungsmitglied, Schriftführer und Obmann der Vereinigung schaffender Tonkünstler in Wien traf er regelmäßig auf Arnold Schönberg, Alexander von Zemlinsky und Richard Strauss. Die Vereinigung war eng mit den Ideen der Wiener Secession verknüpft. Das Gründungsmemorandum wurde, entgegen der bisherigen Annahme, nicht von Arnold Schönberg verfasst, sondern von Posa. Posa promovierte in Wien und wurde Professor an der Staatsakademie. Er starb am 13. März 1951 im Alter von 78 Jahren.

## Werke (Auswahl)
- op. 1 Vier Lieder: Heimweh, Heimkehr, Du, Ende
- op. 2 Vier Lieder: Scheiden und Meiden, Das Blatt im Buche, Weberlied, Irmelin Rose
- op. 3 Fünf Lieder: Du hast mich aber lange warten lassen, Tiefe Sehnsucht, Goldammer, In einer großen Stadt, Der Handkuss
- op. 4 Vier Lieder: Menschentorheit, Sehnsucht, Narcissen, Beschwichtigung
- op. 5 Sechs Lieder: Der letzte Abend, Sehnsucht, Verstoßen, Hast du mich lieb?, Lied der Ghawaze, Die Mittagsfrau
- op. 6 Fünf Lieder: Ich liebe dich, Verbotene Liebe, Und ich war fern, Frühling, Die gelbe Blume
- op. 7 Sonate für Violine und Klavier
- op. 8 Fünf Soldatenlieder für Bariton und Klavier oder Orchester
- op. 9 Bruder Liederlich für Bariton und Klavier oder Orchester
- op. 10 Vier Gesänge für eine Singstimme mit Klavier
- op. 11 Acht Lieder
- op. 12 Fünf Lieder für eine Singstimme und Klavier
- op. 13 Thema, Variationen und Fuge für Klavier
- op. 14 Acht Gedichte von Hans Kyser für eine tiefe Singstimme und Klavier
- op. 15 Sieben Mädchenlieder für eine Sopranstimme und Klavier